# Ben Hamed Touré
Ben Hamed Touré (* 21. August 2003 in Lopou) ist ein ivorischer Fußballspieler, der beim AC Ajaccio spielt.

## Karriere
Touré begann seine fußballerische Ausbildung bei Limanes, ehe er später zu LYS Sassandra aus der Elfenbeinküste wechselte. Im Februar 2022 unterschrieb er dann beim Zweitligisten AC Ajaccio. Hier spielte er 2021/22 elfmal bei der zweiten Mannschaft in Frankreichs fünfter Liga, wobei er bereits dreimal treffen konnte. Hier kam er in der Folgesaison noch öfter zum Einsatz und traf auch, besonders gegen Ende der Spielzeit häufiger. Am 7. Mai 2023 (34. Spieltag) wurde er bei einem 0:0-Unentschieden gegen den FC Toulouse 15 Minuten vor Spielende eingewechselt und debütierte somit im Profibereich.